# Megalastrum abundans
Megalastrum abundans är en träjonväxtart som först beskrevs av Eduard Rosenstock, och fick sitt nu gällande namn av Alan Reid Smith och R. C. Moran. Megalastrum abundans ingår i släktet Megalastrum och familjen Dryopteridaceae. Inga underarter finns listade.